# Maurice Ravel
Joseph-Maurice Ravel, francoski skladatelj, * 7. marec 1875, Ciboure, departma Pyrénées-Atlantiques, † 28. december 1937, Pariz.

## Življenjepis
Nekateri menijo, da sta rojstno mestece Cibourne, nedaleč od španske meje in baskovski izvor Ravela po materini strani morda vplivala na bodočega skladatelja in ga spodbudila, da je dal v svoji glasbi prednost tradicionalnim španskim melodijam. Toda ta domneva je težko sprejemljiva, če pomislimo, da se je Ravelova družina preselila v Pariz leta 1875, ko se je rodil Maurice, ki se nikoli ni več vrnil v rojstno deželo. Oče je bil inženir švicarskega rodu; morda je imel skladatelj zaradi tega dejstva in materinega izvora rad predvsem tuje, španske skladbe.
Maurice Ravel je že s sedmimi leti kazal nadarjenost za glasbo. S štirinajstimi se je vpisal na konservatorij, kjer se je učil klavir in kompozicijo in z budnim očesom spremljal kulturno dogajanje. V razredu je bil vedno med prvimi in je prejel več odlikovanj, tako da je komaj po dveh letih študija prestopil v višji razred klavirja, ki ga ge vodil Charles de Beriot. Med osemnajstim in dvajsetim letom je napisal Balado o kraljici, ki je umrla od ljubezni, Antični menuet in Habanero. Z drugo od teh skladb je postal znan tudi izven konservatorija in je vzbujal občudovaje tedanjih glasbenikov in simbolističnih pesnikov, s katerimi je navezal tesne prijateljske stike. V istem času je napisal tudi Groteskno serenado in Tri romantične valčke.
Odzivi kritikov na prve predstavitve Ravelove glasbe so bili negativni. Mnenje so spremenili šele leta 1899 po zaslugi krstne izvedbe Pavane za umrlo infantinjo. Temu delu je sledil drugi uspeh, Vodne igre, ki je gotovo pričevanje o bolj pristnemu Ravelu. Leta 1904 je izbruhnil pravi škandal, ko je Ravel povsem mirno odgovoril na zajedljive kritike s pristnima mojstrovinama Zrcala in Sonatino za klavir ter odšel iz konservatorija.
Godalni kvartet v F-duru iz leta 1902, ki je posvečen Gabrielu Faureju ter stiki z Debussyjem in simbolističnim in impresionističnim vzdušjem nikakor ne zmanjšujejo izraza skladateljeve izvirnosti in skrajne linearne popolnosti njegovega manierizma. Dovolj se je spomniti stiliziranega vzhodnjaškega okusa druge teme Allegra moderata ali originalne ritmične intuicije Scherza. Po tem mojstrskem debiju v najslavnejši zvrsti komorne glasbe se je hotel Ravel lotiti nenih klasičnih oblik, to je naredil s Triom in leta 1914, Sonato za violino in violončelo in nazadnje s Sonato za klavir in violino. Leta 1906 je izvedba Naravnih zgodb sprožila nov škandal: zaradi drzne skladbe in kasneje zelo ostre kritike se je ravel Ravel umaknil na podeželje, kjer je v kratkem času ustvaril slavno Špansko rapsodijo. Po Habaneri se je redno vračal k španskim temam, leta 1905 z Burkeževo podoknico in leta 1907 z operno predstavo Španska ura. Še enkrat jo je oporabil leta 1928 v znamenitem Boleru, ki ga je napisal za koreografijo Ide Rubinstein. Celo njegovo zadnje delo Don Kihot Dulcineji iz leta 1932 na pesmi Paula Moranda je bil nov poklon Španiji.
Španski rapsodiji so sledila druga dela. Ravela je pritegnila zgodba Potopljeni zvonec in je po njej napisati opero, vendar je leta 1914 to zamisel opustil. Medtem je zagrizeno delal na Dafnisu in Hloi, ki so ju prvič uprizorili leta 1912. Ta izredna partitura se uvršča ob Debussyjevega Peleasa in Melisando in še enkrat opravičuje teorije tistih, ki vidijo v Ravelu posnemovalca Debussyja. Ta primerjava pa se še danes zdi manj verjetna saj je za Ravelovo glasbo značilna povsem osebna prvina: ritem, ki je za skladatelja tako utemeljen in potreben za Debussyja pa odvečen. V istem razdobju je Ravel dal izvesti tudi druga izvrstna dela: Plemenite in čustvene valčke, ki so skorajda povzročili pretep v dvorani, ko jih je zaigral na klavir, kasneje pa so prišli na repertoar baleta Truhanove. Za neki drugi balet pa je dobil navdih pri Moji materi gosi, ki je blio sprva delo za klavir štiriročno, potem pa ga je orkestriral.
Leta 1913 je spoznal Igorja Stravinskega, ko se je ta ukvarjal z revizijo Hovanščine Musorgskega; srečanje se je razvilo v tesno prijateljstvo. Odkritje Treh pesmi japonske lirike, ki jih je uglasbil Stravinski, je nanj naredilo globok vtis, tako da je napisal Tri pesmi (Stephana Mallarmeja) za glas, klavir, godalni kvartet, dve flavti in dva klarineta. Ko je izbruhnila prva svetovna vojna, je skušal Ravel prestopiti v letalstvo, vendar so ga zaradi fizične nesposobnosti zavrnili. Posrečilo pa se mu je postati bolniški strežnik, udležil se je več bojev, nazadnje pa je moral zaradi krhkega zdravja v bolnišnico. Brž ko se je začel vojaško udejstvovati, je začel komponirati. Končal je skladbo Couperinov nagrobnik, ki ga je začel leta 1914; gre za šest skladb med njimi je vsaka namenjena enemu umrlemu. Grozote vojne so mu kasneje navdihnile Klavirski koncert za levo roko, posvečen avstrijskemu pianistu Paulu Wittgensteinu, ki je imel pohabljeno desnico. To delo je doživelo krstno izvedbo leta 1932.
Med letoma 1922 in 1928 se je Ravel odpravil na dolgi potovanji po Evropi in ZDA, kjer je dirigiral in ustvarjal svojo glasbo. V Parizu ga je očaralo izvajanje in improviziranje majhnih črnskih jazzovskih skupin, ki so igrale po zakajenih kavarnah. V Harlemu je hodil v nočne klube, si zapisoval, hvalil; na njegovo glasbo so vplivale pretrgane linije najboljših črnskih glasbenikov. Napisal je Madekasovske pesmi (Chansons madécasses) za glas, flavto, violončelo in klavir, s katerimi se je vrnil k čisti konstrukciji. Za njegovo resnično slavo pa gre zasluga še vedno Boleru.
Za Ravela je bila eksotičnost nadomestna rešitev evropske kulture, katere viri so usahnili. Vedno mu je bilo žal preprostega otroštva, ustvarjalne svobode kakšnega Satieja in melodične miline Debussyja. Ravel je bil glas nostalgije, krize stoletja, spomin na ljubljeno, toda odločno zavrnjeno preteklost. Imel so ga za škandalozno osebnost, v resnici pa je bil prijazen in zadržan človek. Leta 1933 je zbolel za možganskim tumorjem in odšel na zdravljenje v Švico, Maroko in Španijo, njegovo stanje pa se ni izboljšalo. Umrl je po operaciji leta 1937.